# Kościół św. Anny w Białymstoku
Kościół świętej Anny w Białymstoku – rzymskokatolicki kościół parafialny należący do parafii pod tym samym wezwaniem (dekanat Białystok - Śródmieście archidiecezji białostockiej).

## Historia i architektura
Świątynia została zaprojektowana przez inżyniera architekta Grzegorza Kossakowskiego. Po uregulowaniu spraw związanych z wykupem ziemi zostały rozpoczęte intensywne starania o pozwolenie na budowę kościoła. Trwały one do 6 sierpnia 2010 roku, kiedy to prezydent Białegostoku wydał decyzję zatwierdzającą projekt budowlany i udzielającą pozwolenia na budowę świątyni. Niezwłocznie, bo już 29 tego miesiąca, arcybiskup Edward Ozorowski odprawił na gotowym do budowy placu pierwszą mszę świętą i dokonał aktu poświęcenia terenu pod budowę kościoła. W dniu 9 września 2010 roku razem z pierwszym, symbolicznym wbiciem szpadla w ziemię przez proboszcza, księdza J. Koszewnika, zostały rozpoczęte prace budowlane. Aktu poświęcenia i wmurowania kamienia węgielnego w dniu 19 czerwca 2011 roku dokonał w czasie mszy świętej w murach budowanej świątyni wspomniany wyżej arcybiskup Edward Ozorowski. 
Jest to bazylikowy, jednowieżowy kościół w swej architekturze nawiązujący do uproszczonego stylu neobarokowego. W ciągu trzech lat została doprowadzona budowa kościoła do stanu surowego zamkniętego. Zostało wstawionych 39 aluminiowych okien, wykonana została elewacja nawy głównej oraz wieży, została założona blacha tytanowo-cynową na całym dachu. Oprócz tego zostały wykonane obróbki blacharskie i aluminiowe na wieży i rozpoczęte zostały prace przy konstrukcji dachu hełmowego wieży oraz montażu stalowych schodów wewnętrznych prowadzących na wieżę. Zaplanowana została również instalacja grzewcza wewnątrz kościoła.

## Organy
Organy zostały wybudowane przez firmę Verschueren w 1948 roku jako opus 183. Posiadają elektro-pneumatyczną trakturę gry. Pochodzą z zamkniętego w 2013 roku kościoła Najświętszego Serca Pana Jezusa w Eindhoven, w Holandii. Po translokacji instrument został poświęcone w 2019 roku przez abp. Tadeusza Wojdę.
Dyspozycja instrumentu:
| Manuał I          | Manuał II            | Pedał                   |
| ----------------- | -------------------- | ----------------------- |
| 1. Bourdon 16'    | 1. Kwintadeen 16'    | 1. Prestantbas 16'      |
| 2. Prestant 8'    | 2. Hoornprestant 8'  | 2. Subbas 16'           |
| 3. Salicionaal 8' | 3. Baardpup 8'       | 3. Octaafbas 8'         |
| 4. Nachthoorn 8'  | 4. Zingprestant 4'   | 4. Gedecktbas 8'        |
| 5. Octaaf 4'      | 5. Dwarsfluit 2'     | 5. Openbas 4'           |
| 6. Echofluit 4'   | 6. Blokfluit 2'      | 6. Fluitbas 4'          |
| 7. Octaaf 2'      | 7. Nachthoorn 1'     | 7. Pedaal Mixtuur 3 st. |
| 8. Mixtur 4-6 st. | 8. Sesquialter 2 st. | 8. Bazuin 16'           |
| 9. Trompet 8'     | 9. Cimbel 3 st.      | 9. Trompet 8'           |
| 10. Klaroen 4'    | 10. Trompet Harm. 8' | 10. Klaroen 4'          |
|                   | 11. Schalmei 4'      |                         |